# Municipio de Pleasant (condado de Lincoln, Dakota del Sur)
El municipio de Pleasant (en inglés: Pleasant Township) es un municipio ubicado en el condado de Lincoln en el estado estadounidense de Dakota del Sur. En el año 2010 tenía una población de 323 habitantes y una densidad poblacional de 3,52 personas por km².

## Geografía
El municipio de Pleasant se encuentra ubicado en las coordenadas 43°8′4″N 96°44′13″O / 43.13444, -96.73694. Según la Oficina del Censo de los Estados Unidos, el municipio tiene una superficie total de 91.85 km², de la cual 91,82 km² corresponden a tierra firme y (0,03 %) 0,03 km² es agua.

## Demografía
Según el censo de 2010, había 323 personas residiendo en el municipio de Pleasant. La densidad de población era de 3,52 hab./km². De los 323 habitantes, el municipio de Pleasant estaba compuesto por el 99,38 % blancos, el 0,31 % eran de otras razas y el 0,31 % eran de una mezcla de razas. Del total de la población el 1,24 % eran hispanos o latinos de cualquier raza.